# Léon Jean Joseph Dubois
Léon Jean Joseph Dubois, né en 1780 et mort à Paris le 18 décembre 1846, est un illustrateur et lithographe français, également archéologue et conservateur au musée du Louvre.

## Biographie

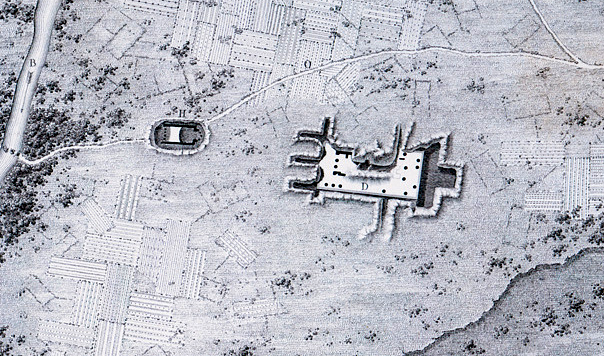
Plan des premières fouilles archéologiques de l'ancienne Olympie par Dubois et l'expédition de Morée en mai 1829, avec le temple de Zeus à Olympie (par Guillaume-Abel Blouet et Pierre Achille Poirot)

Léon Jean Joseph Dubois étudie les beaux-arts et la peinture à Paris, dans les ateliers des peintres Antoine-Jean Gros et Jacques-Louis David. Il devient ainsi dessinateur et lithographe. 
En 1823, il se lie à l'égyptologue Jean-François Champollion qui l'initie à l'art égyptien, puis qui le choisit plus tard pour illustrer son ouvrage, le Panthéon égyptien. 
En 1826, il participe à un voyage en Italie, en compagnie de Champollion et de l'archéologue italien Ippolito Rosellini. La même année, suivant la création par « l'ordonnance du 15 mai » de la conservation des antiques (dit musée Charles X) du musée du Louvre, Champollion est nommé conservateur de la division égyptienne et orientale du Louvre et Dubois, conservateur-adjoint.
En décembre 1828, Dubois est nommé par l'Institut de France à la tête de la section d'Archéologie de l'expédition de Morée qui est envoyée en Grèce vers la fin de la guerre d'indépendance du pays. Lui et son collègue Abel Blouet (de la section d'Architecture et de Sculpture), arrivent dans le Péloponnèse en mars 1829 et réalisent les premières fouilles archéologiques jamais entreprises de la cité antique de Messène fondée en 369 av. J.-C. par Épaminondas. Ils y passent tous deux un mois à partir du 10 avril .
Le 10 mai 1829, Dubois et Blouet se rendent sur le sanctuaire d'Olympie, où ils passent six semaines. Là encore, ils entreprennent les premières fouilles archéologiques jamais réalisées sur ce site antique. On doit à Dubois également la découverte du temple de Zeus à Olympie,,,. Dubois et Blouet y sont accompagnés des peintres Frédéric de Gournay, Pierre Achille Poirot, Pierre Félix Trezel et Amaury-Duval, ainsi que d'une troupe de plus d'une centaine d'ouvriers. L'historien Edgar Quinet, qui est également membre de la section d'Archéologie, ne participe cependant pas aux fouilles, ayant déjà quitté la section afin de poursuivre son exploration de la Grèce en solitaire. 
Le peintre Amaury-Duval donne dans ses Souvenirs (1829-1830) une description détaillée de Dubois et de son équipe au cours de cette expédition de Morée :

« M. Dubois, chef de la section d'archéologie, dont je faisais partie comme dessinateur, avait été élève de David. Je croirais volontiers que ses dispositions pour la peinture n'étaient pas assez grandes pour qu'il continuât à suivre cette carrière; toujours est-il qu'il y renonça et devint, je ne sais par quelles circonstances, ami et aide du grand Champollion. Il avait exercé son œil dans de nombreuses expertises, avait probablement un peu glané à droite et à gauche, surtout dans la conversation de son maître, qui lui fit obtenir, au Musée du Louvre, une place assez importante. Grand, gros, de l'entrain, de la gaieté, une apparence de Joseph Prudhomme, avec qui des lunettes d'or lui donnaient encore plus de ressemblance. Son répertoire de charges d'atelier, quoique varié, n'était cependant pas inépuisable; les plaisanteries et les histoires qu'il contait drôlement, se répétaient un peu ; quelques-unes dataient du temps de l'Empire, mais je ne les connaissais pas, et elles m'amusèrent. Il était marié et vivait à Paris, avec sa femme et sa jeune fille, dans un intérieur modeste, mais confortable; pendant notre excursion, je l'entendis souvent regretter cette vie de famille, sans que j'aie jamais voulu approfondir ce qu'il en regrettait le plus, car c'était surtout pendant nos repas qu'il se plaignait. Ce que je dois ajouter, c'est qu'au premier abord il était fort séduisant, et qu'il faisait beaucoup de frais, surtout pour les derniers arrivants. »

## Notes et références

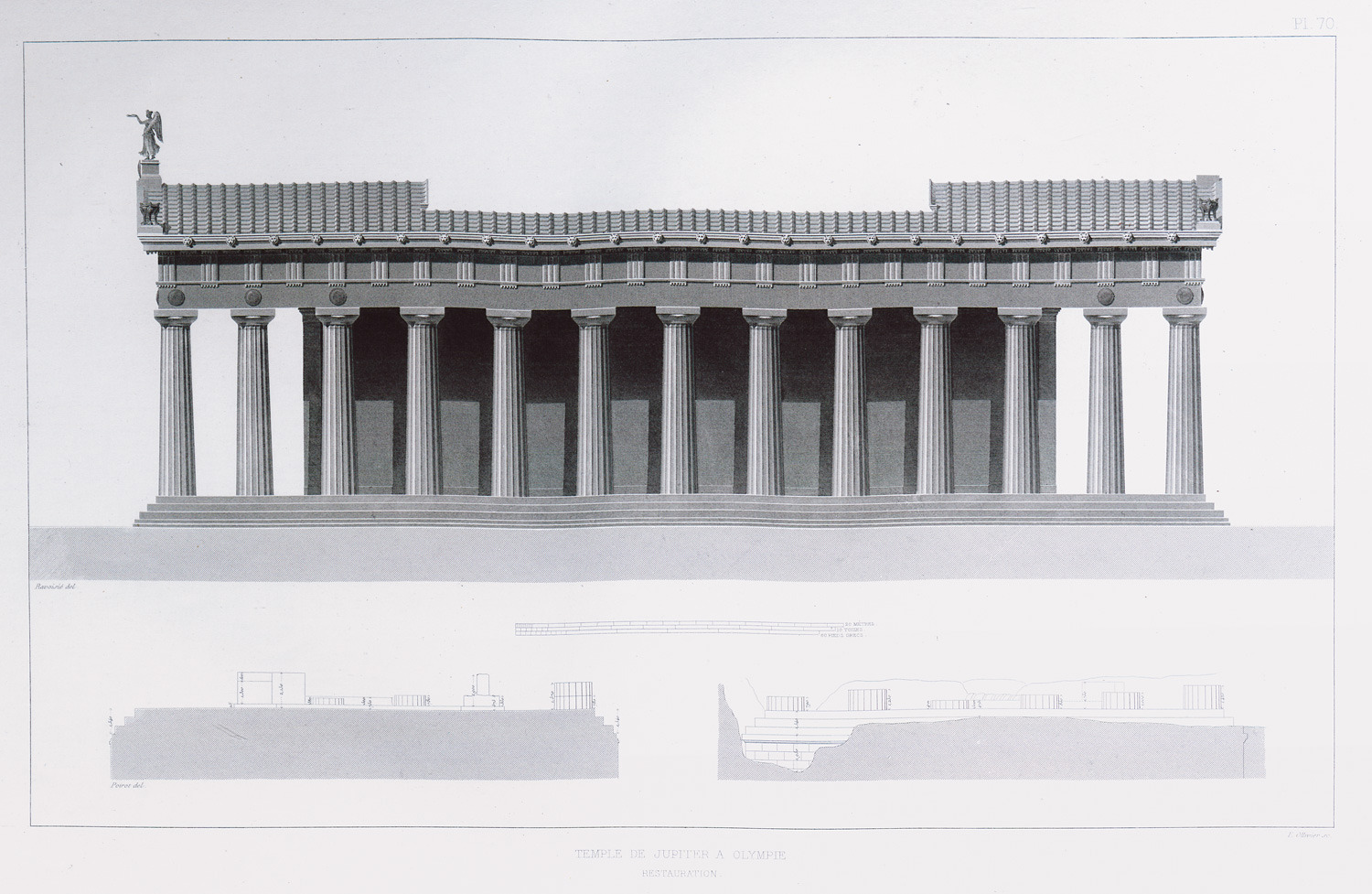
Reconstitution et plan du temple de Zeus découvert à Olympie (par Guillaume-Abel Blouet)